# Sander Speicher

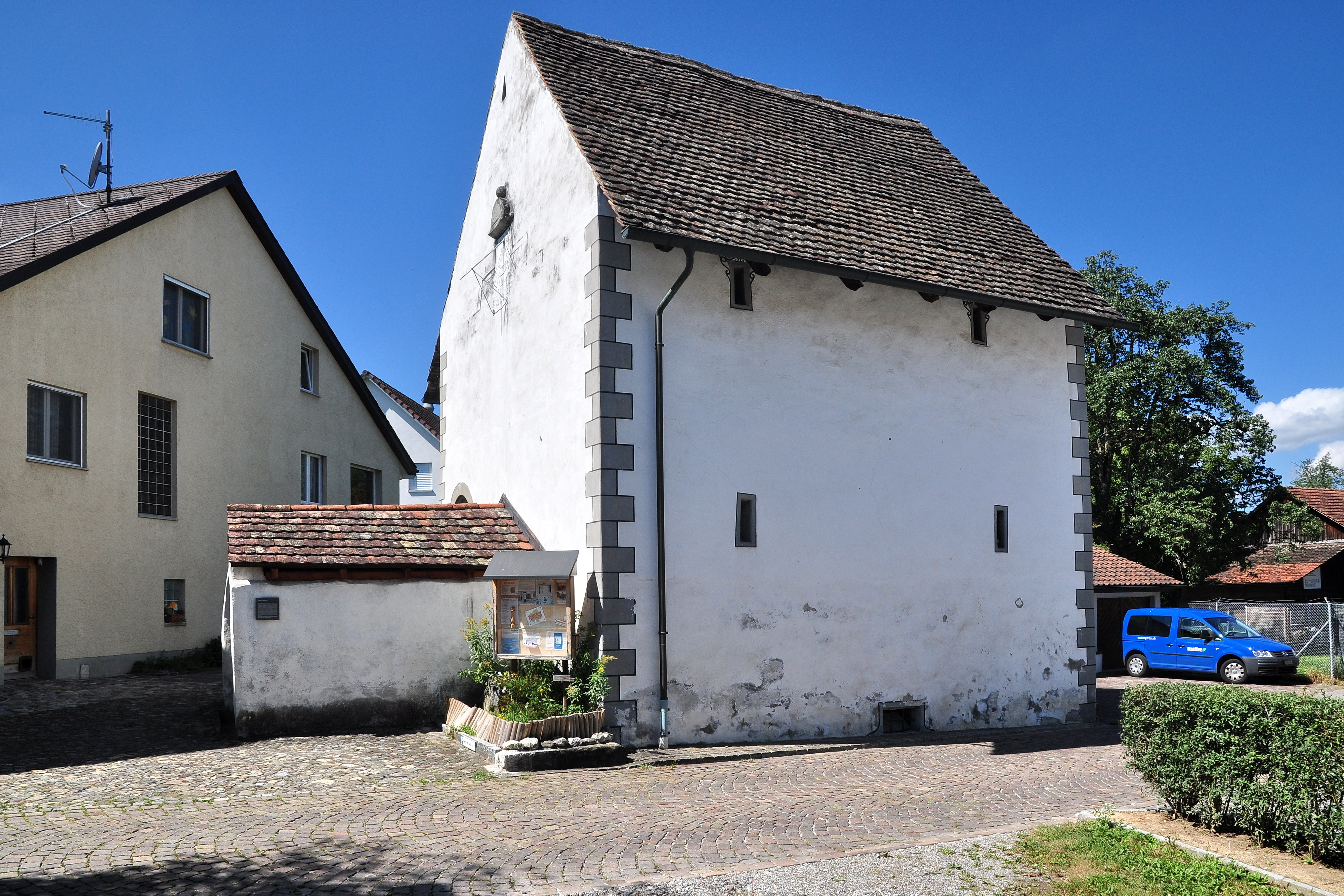
Sander Speicher Watt

Der Sander Speicher in Watt, Gemeinde Regensdorf (Kanton Zürich, Schweiz) stammt aus dem Jahr 1626 und ist ein Kulturdenkmal von nationaler Bedeutung. Er wird auch als ehemaliger Zehntenspeicher und in der Liste der Kulturgüter schlicht als Speicher bezeichnet. Heute ist der Sander Speicher, mit Ausnahme des Kellergeschosses, Eigentum der Zivilgemeinde Watt.

## Bedeutung des Speichers
Der Sander Speicher diente ursprünglich der Lagerung der Zehnten, den Steuern in Form von Naturalien. Die in Speichern gelagerten Nahrungsmittel mussten gegen Witterung, Wind, Hochwasser und Mäuse geschützt werden, weshalb man die Speicher generell sehr solide gebaut hatte. Nach der Reform bestehender Herrschaftsverhältnisse im 19. Jahrhundert verloren die Speicher in Regensdorf ihre ursprüngliche Bedeutung. Viele begannen zu zerfallen, andere wurden vergrössert und umgestaltet. Nur wenige behielten wie der Sander Speicher in Watt ihren originalen Zustand bei.

## Das Gebäude

### Bauwerk
Die massiven Wände des Sander Speichers wurden im Bruchsteinmauerwerk errichtet. Im Keller sind die Wände über einen Meter dick und gegen oben hin auch noch ziemlich mächtig (70 cm). Nebst Stabilität und Sicherheit reguliert das Mauerwerk auch die Temperatur im Innenraum. Anders als die meisten Speicher in Regensdorf, die aus drei Geschossen bestehen, besitzt der Sander Speicher vier.

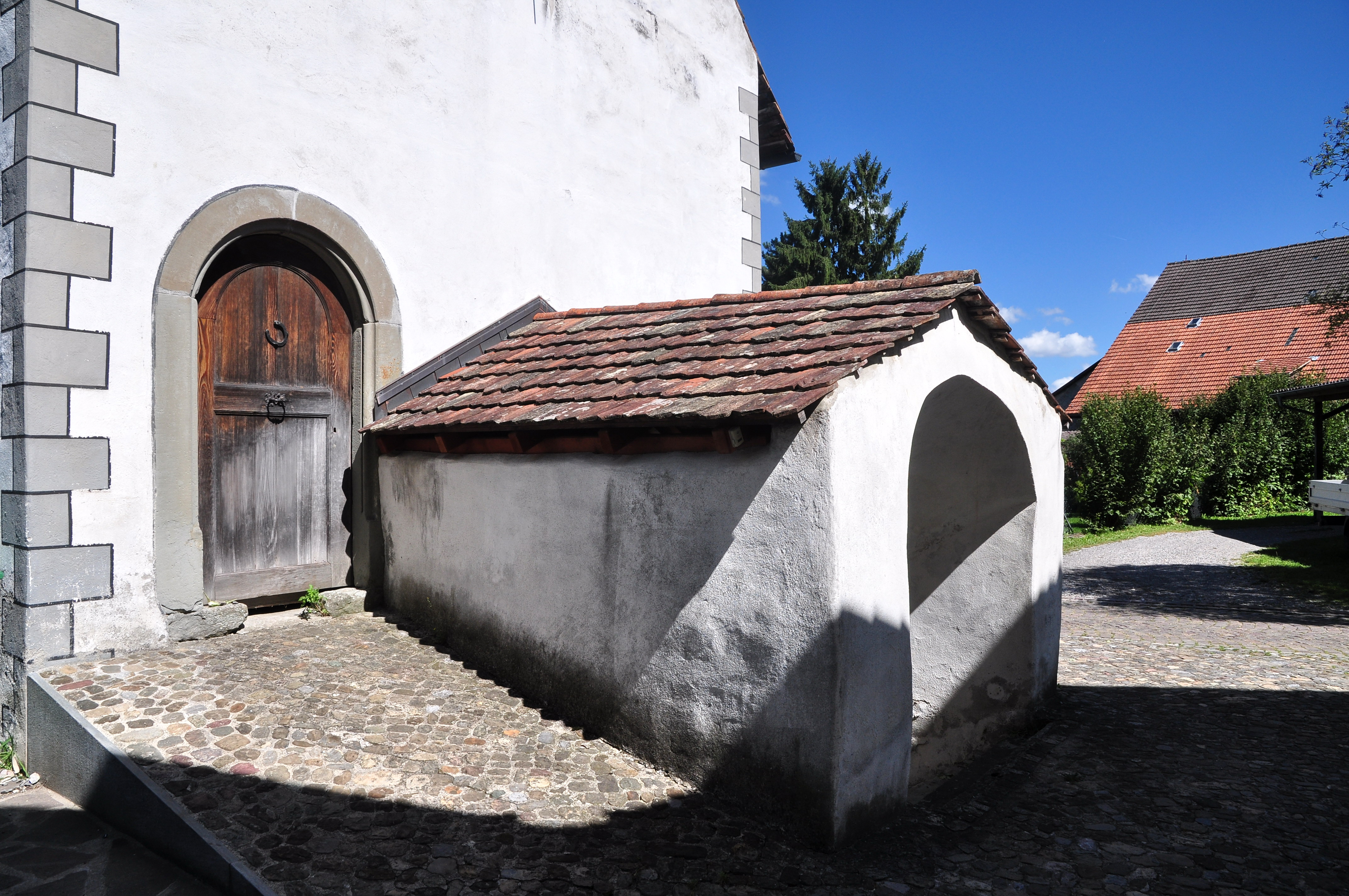
Tunnel in den Keller des Sander Speichers in Watt

Der Keller befindet sich unter dem Geländeniveau und wird über einen bedachten Tunnel erreicht, was charakteristisch für Speicher aus der Region «Zürich Unterland» ist. Nie war der Keller eines Speichers im Innenraum mit dem Hauptgeschoss verbunden, um so die gelagerten Nahrungsmittel von den schädigenden Einflüssen des Kellers zu bewahren. Im Bogen des Kellereingangs ist die Inschrift «1626 VSM» noch zu lesen. Deren Zahlen stehen für das Baujahr und die Buchstaben könnten auf den Erbauer des Gebäudes «Meier» verweisen.
Wie die anderen Speicher in Regensdorf besitzt auch dieser ein Satteldach, das mit Ziegeln bedeckt wurde im Gegensatz zu den brandgefährdeten Strohdächern der Bauernhäuser aus der damaligen Zeit.
Im Mauerwerk des Speichers sind kleine Schlitze ausgespart, im Dachgeschoss eine kleine dreieckige Form für die Durchlüftung und Belichtung der Innenräume.

### Sonnenuhr

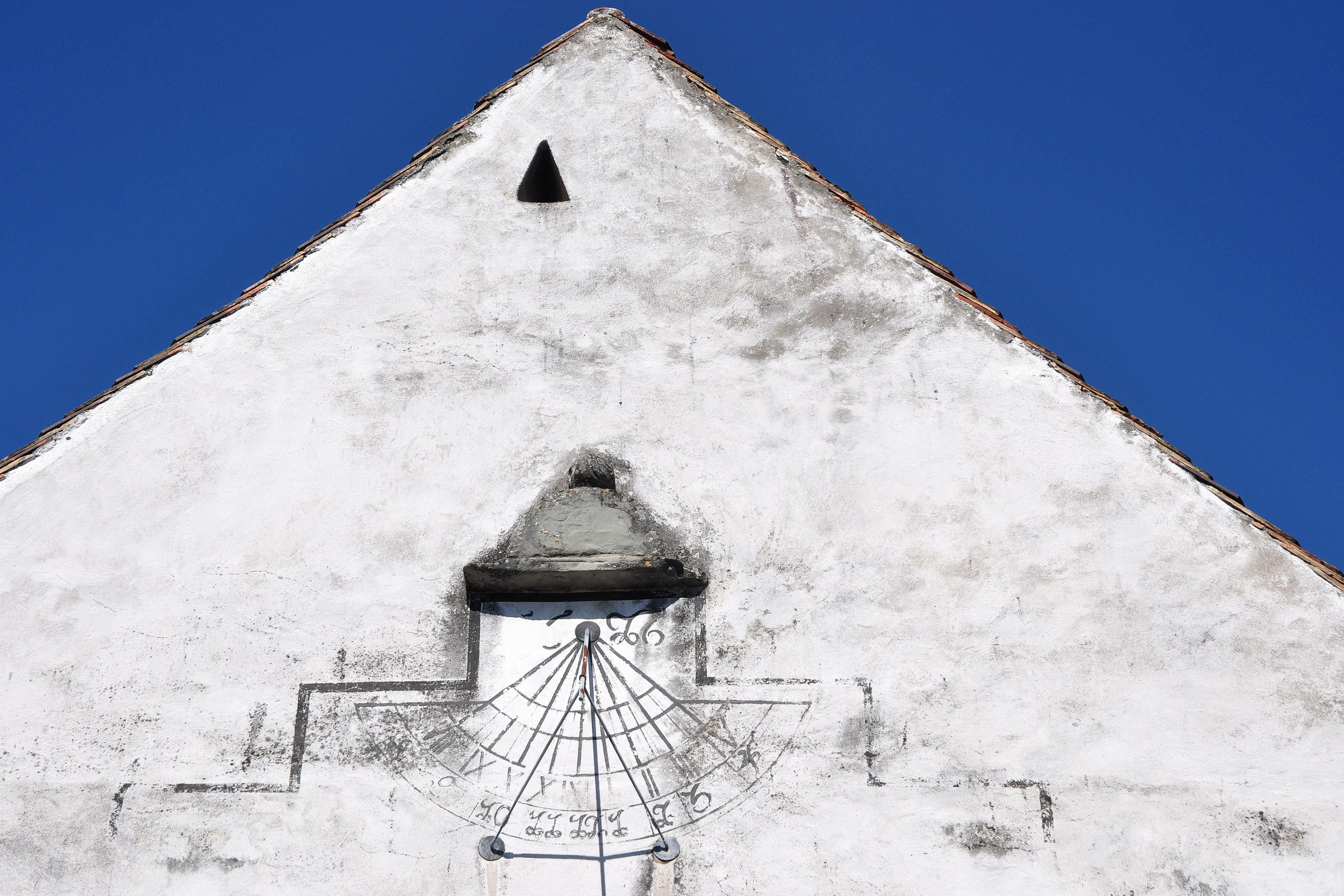
Sonnenuhr

Sie stammt aus dem Baujahr des Sander Speichers (1626). Andere Sonnenuhren in ihrem Alter sind nur an historisch renommierten Orten aufzufinden.
Zwölf Jahre nachdem der Sander Speicher gebaut worden war, erhöhte man das Gebäude. Das gemalte treppenförmige Muster über der Sonnenuhr zeigt den ursprünglichen Treppengiebel und die Halbkugel aus Sandstein über der Sonnenuhr bildete vor der Erhöhung des Sander Speichers die Spitze des Giebels.
In den Jahren 1979/80 wurde der Speicher restauriert, weshalb an den oberen Seitenflanken des ursprünglichen Treppengiebels zwei weitere Sonnenuhren entdeckt wurden. Die eine stellte sich als eine nach Osten ausgerichtete Morgenuhr, die andere als eine nach Westen gerichtete Abenduhr heraus. Diese beiden Sonnenuhren ergänzten die nach Süden gerichtete Wanduhr, die heute noch zu sehen ist. Diese zeigte wegen ihres ursprünglich begrenzten Platzes an der Spitze des Giebels nur die Zeit zwischen acht Uhr Morgens bis vier Uhr Nachmittags an.
Die Stunden sind mit einer dicken, die Halb- und Viertelstunden mit einer dünnen Linie markiert. Im inneren Halbring sind die Linien für die Ortszeit angegeben, im äusseren Halbring zeigen die Linien die Mitteleuropäische Zeit an, wobei die beiden Zeitangaben in etwa dreissig Minuten auseinanderliegen. Mit dem Aufkommen der Telegrafie wurde im Jahr 1894 die Mitteleuropäische Zeit eingeführt, die man nachträglich in den äusseren Halbring gemalt hat.
Arabische und römische Zahlen zieren das Ziffernblatt, wofür es zwei Erklärungen gibt: Es kam öfters vor, dass bei alten Sonnenuhren beide Schriftarten für das Zifferblatt verwendet wurden. Jedoch könnten die Römischen Zahlen auch nachträglich mit dem Auftragen der Mitteleuropäischen Zeit aufgetragen worden sein.

### Herkunft der Sonnenuhr
Damals, im 17. Jahrhundert, zogen sogenannte Kompassmacher umher und boten ihre Dienste, Sonnenuhren zu berechnen und zu erstellen, an. Es ist nicht geklärt, ob die Besitzer des Sander Speichers es sich leisten konnten, den Dienst eines Meisters in Anspruch zu nehmen oder ob eine bereits existierende Sonnenuhr an einer Südwand kopiert und auf den Sanderspeicher übertragen wurde. Zweiteres trifft eher zu, da die Sonnenuhr Fehler aufweist: Die Wand des Sander Speichers weicht minim von der genauen Südrichtung ab, um etwa 3°– 4°. In der Folge ist die Sonnenuhr um etwa zehn Minuten ungenau und auch der Strich von 15 Uhr fügt sich nicht in die Harmonie der Zeitlinien ein.
Während den Restaurationsarbeiten in den Jahren 1979/80 erstellte man einen neuen Zeiger, da dieser fehlte. Dieser hätte parallel zur Erdachse liegen müssen, was aber nicht in der Perfektion gelang, so dass die Zeitangabe seither noch etwas mehr abweicht. Dennoch: Trotz all den Abweichungen der Zeitangabe ist diese Sonnenuhr dennoch ein historisches Dokument von besonderem Wert.